# Knismolagnia
La knismolagnia (también llamada cosquillas eróticas o fetichismo de cosquillas o con la voz anglófona tickling) se refiere a toda actividad erótica en la cual sus participantes experimentan excitación a partir de hacer o recibir cosquillas.

## Terminología
Esta práctica suele ser llamada fetichismo de cosquillas por sus practicantes, aunque no encaje exactamente con la definición de fetichismo sexual. Tampoco se la debe considerar una parafilia a menos que su realización sea absolutamente necesaria para lograr la excitación del individuo.
Un término relacionado es la acarofilia que refiere al placer de hacer o recibir cosquillas sin que esto implique excitación sexual.

## Etimología
Knismolagnia es una palabra formada mediante la combinación de knismesis y el sufijo "-lagnia". Kinismesis es un término utilizado para describir la respuesta del cuerpo ante una ligera estimulación. El sufijo "-lagnia" se utiliza en el ámbito de la psicología y la medicina para denotar un fetiche o una atracción sexual. Por tanto, el término knismolagnia indica una atracción o excitación sexual ante un pequeño estímulo, cosquilleo o picor en el cuerpo.

## Consentimiento
La knismolagnia puede ser una práctica BDSM por lo que el papel del consentimiento juega una parte fundamental. Es necesario que todas las partes involucradas consientan y estén de acuerdo con participar en las cosquillas eróticas. Esto implica una comunicación abierta y honesta para establecer límites claros y respetar las preferencias y comodidad de cada persona. Cualquier actividad que implique cosquillas debe llevarse a cabo con el consentimiento libre y voluntario de todas las partes.

## Contexto

### BDSM
En el contexto del BDSM, las cosquillas pueden ser utilizadas como parte del juego previo o de la estimulación erótica. Algunas personas experimentan las cosquillas como una forma de provocar sensaciones de vulnerabilidad y sumisión, mientras que otras pueden disfrutarlas como un tipo de castigo o tortura leve. Es fundamental establecer límites claros y mantener una comunicación abierta con la pareja para garantizar el consentimiento y la seguridad de todas las partes involucradas.

#### Relaciones vainilla
Aunque las cosquillas suelen estar asociadas al BDSM, también se pueden practicar en relaciones sexuales "vainilla". El fetiche de cosquillas no está necesariamente relacionado con la dominación-sumisión y puede ser explorado por personas que no están involucradas en prácticas BDSM. En cualquier contexto, es esencial obtener el consentimiento mutuo y respetar los límites establecidos por cada individuo.

## Zonas erógenas
El placer de la knismolagnia puede experimentarse en cualquier parte del cuerpo y en su mayor medida depende de la persona que las recibe. Existen las zonas erógenas del cuerpo, que suelen ser más sensibles a las sensaciones placenteras y pueden ser objeto de cosquillas eróticas. Algunas zonas erógenas más comunes para practicar knismolagnia son: 
- Los pies: Los pies son extremadamente sensibles y las cosquillas en esta zona pueden resultar muy excitantes.
- Las axilas: Las axilas también son una zona erógena que puede ser muy sensible a las cosquillas y generar excitación.
- Los costados: Hacer y recibir cosquillas en los costados puede ser una experiencia placentera debido a la sensibilidad de esta área.
- El cuello: El cuello es una de las zonas más erógenas del cuerpo y puede ser estimulada con cosquillas.
- Los muslos: Los muslos, al estar cerca de los genitales, pueden generar una doble excitación al hacer cosquillas en esta zona.